# Marpesia hewitsoni
Marpesia hewitsoni är en fjärilsart som beskrevs av Felix Bryk 1953. Marpesia hewitsoni ingår i släktet Marpesia och familjen praktfjärilar. Inga underarter finns listade i Catalogue of Life.